# Municipio de Roanoke (Illinois)
El municipio de Roanoke (en inglés: Roanoke Township) es un municipio ubicado en el condado de Woodford en el estado estadounidense de Illinois. En el año 2010 tenía una población de 2558 habitantes y una densidad poblacional de 26,79 personas por km².

## Geografía
El municipio de Roanoke se encuentra ubicado en las coordenadas 40°47′32″N 89°13′5″O / 40.79222, -89.21806. Según la Oficina del Censo de los Estados Unidos, el municipio tiene una superficie total de 95.47 km², de la cual 95,34 km² corresponden a tierra firme y (0,14 %) 0,13 km² es agua.

## Demografía
Según el censo de 2010, había 2558 personas residiendo en el municipio de Roanoke. La densidad de población era de 26,79 hab./km². De los 2558 habitantes, el municipio de Roanoke estaba compuesto por el 98,24 % blancos, el 0,74 % eran afroamericanos, el 0,43 % eran amerindios, el 0,04 % eran asiáticos, el 0,12 % eran de otras razas y el 0,43 % eran de una mezcla de razas. Del total de la población el 0,86 % eran hispanos o latinos de cualquier raza.